# Martin Chivers
Martin Harcourt Chivers (* 27. April 1945 in Southampton) ist ein ehemaliger englischer Fußballspieler. Er absolvierte zwischen 1971 und 1973 insgesamt 24 Länderspiele für die englische Fußballnationalmannschaft und schoss dabei 13 Tore.

## Sportlicher Werdegang
Chivers begann seine Karriere nach seinen Jugendvereinen Southampton Schoolboy Football und CPC Sports bei dem heimischen Zweitligisten FC Southampton, wo er in der Saison 1965/66 in die erste Liga aufstieg und dabei die Aufmerksamkeit von Tottenham Hotspur erlangte, das in ihm einen Nachfolger für Jimmy Greaves sah. Chivers wechselte dann im Januar 1968 für die damalige Rekordablösesumme von 125.000 Pfund an die White Hart Lane.
Der Mittelstürmer schoss bei seinem ersten Spiel für die Spurs gegen Sheffield Wednesday das erste Tor. Im weiteren Verlauf der Saison etablierte sich Chivers in der Mannschaft und schoss insgesamt bei seinen 23 Einsätzen zehn Tore. In der darauffolgenden Spielzeit erzielte Chivers im Ligapokal gegen Aston Villa zunächst einen Hattrick und verletzte sich im selben Monat derart schwer am Knie, dass er nahezu ein komplettes Jahr ausfiel.
In der Saison 1969/70 kehrte Chivers in die Mannschaft zurück und bildete mit Alan Gilzean eine Angriffsformation. Dies bedeutete gleichzeitig, dass Jimmy Greaves in Tottenham seine Karriere nicht mehr fortsetzen konnte und zu West Ham United wechselte. Einem Einsatz in der englischen Nationalmannschaft stand für Chivers jedoch noch seine erlittene Verletzung im Weg, so dass er zu diesem Zeitpunkt lediglich fünf Einsätze in der U23-Nachwuchsmannschaft aufweisen konnte.
Es folgte eine sehr erfolgreiche Spielzeit 1970/71, als Chivers in 58 Pflichtspielen 34 Tore schoss und dabei sowohl im Ligapokal gegen Coventry City als auch im Texaco Cup gegen Dunfermline Athletic erneut einen Hattrick erzielte. Am Ende der Saison gewann er nach einem Sieg gegen Aston Villa den Ligapokal und steuerte dabei zwei Tore bei. Im Zuge dieser guten Leistungen wurde Chivers dann auch in den Kader der englischen Nationalmannschaft berufen und spielte dabei unter anderem im April 1971 an der Seite von Geoff Hurst das Qualifikationsspiel zur EM 1972 gegen Griechenland, das England mit 3:0 gewann. Chivers schoss dabei das erste Tor und in den nächsten sieben Spielen für England traf er sechsmalig. England hatte es in der EM-Qualifikation 1972 in der Gruppe 3 mit der Schweiz – Trainer Louis Maurer und dem Mittelfeldtrio Jakob Kuhn, Karl Odermatt und Rolf Blättler –, Griechenland und Malta zu tun. In den sechs Gruppenspielen erzielte die Angriffsspitze von Tottenham für die Mannschaft von Trainer Alf Ramsey fünf Tore. In den zwei Begegnungen im Viertelfinale im April und Mai 1972 gegen den späteren Europameister Deutschland, traf er aber nicht. Chivers war der einzige englische Spieler der alle acht EM-Qualifikationsspiele 1972 absolvierte. Auf sieben Einsätze kamen Gordon Banks, Martin Peters, Alan Ball, Emlyn Hughes und Bobby Moore.
Chivers steigerte weiter seine Torquote und in der Saison 1971/72 schoss er in 64 Spielen 44 Tore. Am Ende der Spielzeit erzielte er im Hinspiel des UEFA-Pokalfinals bei den Wolverhampton Wanderers zwei Tore zum 2:1-Sieg und war maßgeblich an dem Titelgewinn beteiligt, den Tottenham nach einem 1:1 im Rückspiel feiern konnte. Auch in der darauffolgenden Saison war Chivers mit 33 Toren in 61 Begegnungen weiterhin formstark und half Tottenham bei dem erneuten Gewinn des Ligapokals. Im UEFA-Pokal schied Tottenham, trotz acht Treffer von Chivers in zehn Spielen (darunter fünf im ersten Spiel gegen Lyn Oslo), im Halbfinale gegen den FC Liverpool aus. Auch in der Saison 1973/74 war Chivers mit Tottenham im UEFA-Pokal erfolgreich und erzielte in zehn Spielen sechs Tore. Im Finale unterlag er jedoch dem niederländischen Verein Feyenoord Rotterdam mit 2:2 und 0:2.
Nachdem Gilzean dann den Verein verlassen hatte, konnte auch Chivers nicht mehr ganz an die vorangegangenen Leistungen anknüpfen. Als dann mit Terry Neill ein neuer Trainer installiert wurde und Chivers vermehrt mit Verletzungen zu kämpfen hatte, wechselte er zum Abschluss der Saison 1975/76 nach 174 Toren in 367 Spielen für Tottenham in die Schweiz zu Servette Genf. Dort wurde er in der Saison 1977/78 als bester Ausländer in der Schweizer Liga ausgezeichnet und kehrte nach England zurück, um sich Norwich City anzuschließen.
Nach den weiteren Stationen Brighton & Hove Albion und FC Barnet beendete Chivers dann im Jahr 1982 seine Karriere als Fußballspieler.

## Erfolge
- UEFA-Pokal-Sieger: 1972
- Ligapokal-Sieger: 1971, 1973